# Campionati del mondo di ciclocross 2007 - Gara femminile Elite
L'ottava edizione della gara femminile Elite dei Campionati del mondo di ciclocross si svolse il 28 gennaio 2008 con partenza ed arrivo da Hooglede in Belgio, su un circuito di 3,0 km da ripetere più volte. La vittoria fu appannaggio della francese Maryline Salvetat, la quale terminò la gara in 42'57", precedendo la statunitense Katie Compton e l'altra francese Laurence Leboucher.
Partenza con 44 cicliste delle quali 19 portarono a termine la competizione.

## Squadre partecipanti
| N. cicliste | Cod. | Squadra       |
| ----------- | ---- | ------------- |
| 6           | NED  | Paesi Bassi   |
| 5           | FRA  | Francia       |
| 7           | GER  | Germania      |
| 5           | BEL  | Belgio        |
| 5           | USA  | Stati Uniti   |
| 1           | CAN  | Canada        |
| 5           | ITA  | Italia        |
| 2           | GBR  | Gran Bretagna |
| 3           | ESP  | Spagna        |
| 4           | JPN  | Giappone      |
| 2           | HAI  | Haiti         |
| 2           | LTU  | Lituania      |
| 1           | POL  | Polonia       |

## Ordine d'arrivo (Top 10)
| Pos. | Corridore                | Squadra       | Tempo   |
| ---- | ------------------------ | ------------- | ------- |
| 1    | Maryline Salvetat        | Francia       | 42'57"  |
| 2    | Katie Compton            | Stati Uniti   | a 1"    |
| 3    | Laurence Leboucher       | Francia       | a 9"    |
| 4    | Daphny Van Den Brand     | Paesi Bassi   | a 31"   |
| 5    | Hanka Kupfernagel        | Germania      | a 41"   |
| 6    | Christel Ferrier-Bruneau | Francia       | a 43"   |
| 7    | Marianne Vos             | Paesi Bassi   | a 1'12" |
| 8    | Birgit Hollmann          | Germania      | a 1'53" |
| 9    | Helen Wyman              | Gran Bretagna | a 2'26" |
| 10   | Linda Van Rijen          | Paesi Bassi   | a 2'42" |